# کوصفاکی‌لی (قره‌عیسی‌لی)
کوصفاکی‌لی (به ترکی استانبولی: Kösefakılı) یک منطقهٔ مسکونی در ترکیه است که در کارایسالی واقع شده‌است.